# ريتشموند هيل
ريتشموند هيل (بالإنجليزية: Richmond Hill, Georgia)‏ هي مدينة تقع في مقاطعة براين، جورجيا بولاية جورجيا في الولايات المتحدة. تبلغ مساحة هذه المدينة 37.9 (كم²)، وترتفع عن سطح البحر 6 م، بلغ عدد سكانها 9281 نسمة في عام 2010 حسب إحصاء مكتب تعداد الولايات المتحدة.

## وصلات خارجية
- www.richmondhill-ga.gov
- Cities & Counties - Georgia.gov